# Петин, Максим Фролович
Макси́м Фро́лович Пе́тин (15 июля 1914, д. Кулагино, ныне Новосергиевский район, Оренбургская область — 21 января 1945, севернее г. Бжег, Польша) — командир роты 1239-го стрелкового полка 373-й Миргородской Краснознамённой ордена Суворова стрелковой дивизии 52-й армий 1-го Украинского фронта, старший лейтенант, Герой Советского Союза.

## Биография
Родился 15 июля 1914 года в семье крестьянина. Русский. Окончил 4 класса. Работал в колхозе «Красный богатырь».
Действительную срочную службу в Красной Армии проходил в 1933—1936 годах в Приморье. После демобилизации жил в городе Нижнеудинск. Работал кочегаром, затем помощником машиниста в паровозном депо станции Нижнеудинск. Окончил курсы секретарей партийных организаций в Иркутске. Работал инструктором Нижнеудинского райкома ВКП(б). После окончания курсов усовершенствования политического состава Забайкальского военного округа с января по июль 1941 года работал политруком аэропорта в Нижнеудинске.
Вновь призван в армию в июле 1941 года. Служил в 94-й дивизии Забайкальского военного округа. В 1944 году окончил высшие стрелково-тактические курсы усовершенствования командного состава «Выстрел».
На фронтах Великой Отечественной войны с апреля 1944 года. В составе 373-й стрелковой дивизии 52-й армии (2-й Украинский фронт) участвовал в боях на территории Молдавии, форсировал реку Прут, воевал в Румынии в районе города Яссы. За отличие в этих боях и умелое руководство подразделением М. Ф. Петин награждён орденом Александра Невского.
В составе дивизии участвовал в Ясско-Кишинёвской операции в период с 20 августа по 5 сентября 1944 года. В районе города Хуши М. Ф. Петин неоднократно водил свою роту в контратаки, отбиваясь от наседавшего врага, который пытался вырваться из окружения.
С 12 января 1945 года М. Ф. Петин в составе 373-й стрелковой дивизии (1-й Украинский фронт) участвовал в Сандомирско-Силезской наступательной операции. За 13 дней дивизия с боями прошла территорию Польши от Сандомирского плацдарма до Одера и 25 января 1945 года подошла к Одеру в районе города Бреслау.
М. Ф. Петин со своей ротой под сильным артиллерийско-миномётным огнём в числе первых форсировал Одер юго-восточнее Бреслау у населённого пункта Раттвиц и захватил плацдарм на западном берегу. В ходе боя бойцы роты уничтожили два танка, два бронетранспортёра, восемь пулемётных точек, истребили несколько сот гитлеровцев.
26 января рота под командованием М. Ф. Петина захватила сильно укреплённую деревню Юнгфернзее севернее города Бжег, увеличив плацдарм на западном берегу. Два дня шли непрерывные бои за деревню, в ходе которых бойцы роты отразили все контратаки противника. В бою за деревню Юнгфернзее М. Ф. Петин погиб.
Указом Президиума Верховного Совета СССР от 10 апреля 1945 года за мужество и героизм, проявленные в боях с немецко-фашистскими захватчиками, старшему лейтенанту Петину Максиму Фроловичу посмертно присвоено звание Героя Советского Союза с вручением ордена Ленина и медали «Золотая Звезда».

## Память
- Мемориал в городе Иркутск.
- Именем Героя названа школа № 9 в Нижнеудинске.
- В городе Нижнеудинске на фасаде Профессионального Лицея № 7 установлена мемориальная доска в честь своего выпускника М. Ф. Петина.
- В городе Нижнеудинске одна из улиц названа в честь М. Ф. Петина. На одном из домов этой улицы установлена мемориальная доска.